# Araña de Hierro
Araña de Hierro es una armadura exoesqueleto ficticia usada por varios personajes de Marvel Comics.

## Historial de publicaciones
La armadura de Araña de Hierro apareció por primera vez en The Amazing Spider-Man # 529 y fue diseñada por Joe Quesada, donde se basó en un boceto de Chris Bachalo.
Peter Parker usó este traje como el traje oficial de Spider-Man hasta que el escritor J. Michael Straczynski eligió volver al disfraz más antiguo. Se usó simbólicamente para mostrar las lealtades divididas del personaje durante la historia de "Civil War" de 2006 a 2007.

## Portadores

### Peter Parker
Después de ser revivido de una batalla con Morlun, Tony Stark creó la Armadura Araña de Hierro como regalo a Peter Parker, con el fin de obtener el apoyo del joven héroe para la Ley de Registro de Superhéroes. Pero durante varias peleas, Parker poco a poco se fue perturbando por las batallas con varios héroes no registrados y descubrió que Stark estaba usando el traje para monitorearlo, junto con varios dispositivos en juego para incapacitarlo si era necesario. Pero durante un viaje a 42, una prisión que retenía ilegalmente a individuos con superpoderes dentro de la Zona Negativa sin juicio ni abogado, Parker se disgustó completamente con las acciones de Stark, le dio la espalda al lado de la guerra del Registro y abandonó el disfraz después. Los criminales "reformados" Jester y Jack O'Lantern atacaron a su tía y a su esposa en un intento de capturarlo, y después de una seria confrontación con Stark, llevaron al genio de la tecnología a recuperarlo.

### Arañas Escarlatas
El traje de armadura de Araña de Hierro ha sido duplicado y utilizado por los tres clones genéticos de MVP en la Iniciativa que se identifican como Red Team y también se denominan Arañas Escarlatas. Se desconoce qué nuevos poderes posee el equipo, pero se ha demostrado que utilizan algunos de los poderes incorporados, como el dispositivo de camuflaje, las comunicaciones y los waldoes que poseía el traje original. Un cambio es que ahora hay cuatro waldoes, en lugar de tres. Estos trajes tienen la capacidad de transformación del original, así como lanza-telarañas y la capacidad de trepar por las paredes.

### Mary Jane Watson
Mary Jane Watson más tarde, se puso la armadura de la Araña de Hierro con el fin de ayudar a Spider-Man y Iron Man en la lucha contra Regente. Ella utiliza su experiencia en el traje de Iron Man y sus breves poderes de araña que tenía de nuevo en el argumento de Spider-Island para operar la armadura.

### Aaron Davis
Aaron Davis compra una armadura de Araña de Hierro recoloreada y modificada que usa para formar su encarnación de los Seis Siniestros.

### Amadeus Cho
Amadeus Cho usa una versión del traje en el cómic The Totally Awesome Hulk.

## Poderes y habilidades
Con el apoyo de un sistema similar al del clásico de Stark como su diseño de Iron Man, Araña de Hierro ofrece una armadura con muchos aparatos, entre ellos tres patas mecánicas de araña, o "waldoes", que se pueden utilizar para ver alrededor de las esquinas (a través de las cámaras en las puntas) y para manipular objetos de forma indirecta. Stark los describe como demasiado delicado para usar en combate, sin embargo, Spider-Man poco después las utiliza para aplastar a través de los sensores de casco del Hombre de Titanio. Más tarde durante la historia "Guerra Civil", que este uso, (a regañadientes), durante su lucha con el Capitán América.
Otras características incluyen la corta distancia capacidad de deslizamiento, a prueba de balas limitada, una función de fuego / policía / emergencia escáner, audio / amplificación visual (incluyendo infrarroja y ultravioleta), dispositivo de encubrimiento, filtros de carbono para mantener alejadas las toxinas transportadas por el aire y un sistema de comunicación por microondas GPS de corto alcance. Otorga la capacidad de respirar bajo el agua y puede transformarse en diferentes formas debido a su forma de "metal líquido 'inteligente'". También puede "desaparecer más o menos" cuando no es necesario debido a las reacciones a los impulsos neurológicos, como reveló Tony Stark. El nuevo traje puede parecerse a otros estilos de trajes que Spider-Man ha usado a lo largo de los años o convertirse en su ropa de calle. Parte del traje puede desprenderse de Spider-Man para cubrir un objeto demasiado peligroso para tocar, como un asteroide radiactivo. Todas estas características están controladas por un sistema informático en la pieza del pecho. El traje responde al control mental.
La armadura Araña de Hierro también tiene un mecanismo secreto que puede ser activado por Iron Man en caso de emergencia o si Spider-Man alguna vez cambia de bando. Sin embargo, sin que Stark lo supiera, Peter ya estaba al tanto de la medida de seguridad y la había pasado por alto con su propio mecanismo, Sorpresa con Contraseña. Quizás lo más siniestro es que Stark descubrió una forma de darle a su propia armadura de Iron Man un "sentido arácnido" basado en el de Peter, y la capacidad de darle pistas falsas al sentido de Spider-Man.

## Otras versiones

### Concurso de Campeones
En las páginas de Contest of Champions, una variación de Natasha Romanov lució la identidad de Araña de Hierro en una realidad alternativa no identificada donde Iron Man usó la Gema de la Realidad para manipular Civil War a su favor, donde más tarde se convirtió en Presidente de los Estados Unidos. Ella lo heredó después de que Peter desertó al lado del Capitán América y más tarde se convirtió en miembro de los Guerreros Civiles.

## En otros medios

### Televisión
- Araña de Hierro aparece en Ultimate Spider-Man. Esta versión incluye repulsores en las palmas y los pies, similares a los de Iron Man.
  - En la primera temporada, en "El vuelo de la Araña de Hierro", Spider-Man lleva el traje Araña de Hierro, creada en Industrias Stark, a pesar de que no tiene ni idea de cómo controlarlo, que se las arregla para conseguir el control, cuando él, Puño de Hierro, White Tiger, Power Man y Nova ayudan a Iron Man a combatir al Láser Viviente. Después de la pelea con Láser Viviente, Nick Fury tenía otra armadura de Araña de Hierro, pero vuelto a trabajar de modo que también se puede convertir en una mochila cuando no esté en uso. En "El Pulpo de Hierro", Spider-Man usará la armadura hecha en S.H.I.E.L.D. para enfrentar al Doctor Octopus en salvar a Norman Osborn y a su hijo Harry Osborn.
  - En la segunda temporada, en "La Bomba de Venom", la usa nuevamente en enfrentar al Duende Verde que esparció al simbionte Venom en el Tri-Carrier.
  - En la tercera temporada, el episodio "La Nueva Araña de Hierro", Peter trata de llevar la armadura de Industrias Stark, como un proyecto de ciencias para la escuela. La armadura despierta el interés de Amadeus Cho, un estudiante de transferencia, y su rival intelectual de Peter. Por desgracia, Supervisor también espía la armadura y trama un plan para controlarlo. Al darse cuenta de cómo es experto Amadeus con la armadura Araña de Hierro, Peter llega a él y le invita a unirse a los Nuevos Guerreros bajo la identidad de "Araña de Hierro". En el episodio, "Rhino Enfurecido", aparece una versión de la armadura Araña de Hierro Hulkbuster, creada por el Dr. Connors, que usa Spider-Man para detener a Hulk y Rhino en causar estragos en la ciudad.
- Araña de Hierro en aparición como Amadeus Cho apareció en Lego Marvel Super Heroes: Avengers Reassembled.

### Cine
- La armadura Araña de Hierro conocida como el Artículo 17A, aparece en películas de acción real ambientadas en Marvel Cinematic Universe. La apariencia de esta versión luce un aspecto más "clásico" que el de los cómics, con tonos rojo oscuro y azul en todas partes, así como reflejos dorados. Además, la armadura utiliza nanotecnología que permite a Peter Parker/Spider-Man sobrevivir a gran altura y en mundos alienígenas, cuenta con lanzadores de telarañas mejorados, un paracaídas, sistemas de soporte vital y un conjunto de cuatro patas mecánicas que brotan de la espalda.
  - Aparece brevemente por primera vez en Spider-Man: Homecoming (2017), siendo creada por Tony Stark en ofrecerle a Parker, junto con la membresía en los Vengadores, como agradecimiento después de que él impidió que el Buitre robara el Avión de Carga de Stark, aunque Parker rechaza ambos.
  - La armadura regresa en Avengers: Infinity War (2018), donde Stark la usa para salvar a Parker después de que cae de la nave Q de Ebony Maw a la atmósfera de la Tierra. Parker usa el traje durante el resto de la película mientras ayuda a Stark, Doctor Strange y los Guardianes de la Galaxia a luchar contra Thanos hasta que la mayoría de los héroes se convierten en víctimas del Blip.
  - La armadura regresa en Avengers: Endgame (2019), cuando Parker y las otras víctimas del Blip son resucitadas y se unen a la batalla final de los Vengadores contra una versión alternativa de Thanos en la línea de tiempo.
  - La armadura regresa brevemente en la apertura de Spider-Man: lejos de casa (2019), siendo usada nuevamente por Parker en un evento benéfico con su Tía May para ayudar a las familias desplazadas por el Blip, saludando a la gente y respondiendo a las preguntas de los reporteros. Mientras preparaba el equipaje para ir a un viaje escolar por Europa, él decidió dejar la armadura en casa para cargarla en la cámara de nanites.
  - La armadura regresa en Spider-Man: No Way Home (2021), después de ser fotografiada como evidencia y confiscada por el Departamento de Control de Daños de los Estados Unidos dos semanas después de que la identidad de Parker fuera expuesta ante el mundo por el villano derrotado Mysterio. Parker recupera la armadura cuando fue al Puente Alexander Hamilton en un intento de reunirse con la Vicerrectora Asistente del MIT mientras ella se dirigía al aeropuerto. Tras la llegada de Otto Octavius/Doctor Octopus de otro universo, Parker usa la armadura y un trozo de nanotecnología es arrancado para fusionar los tentáculos mecánicos de Octavius. Sin embargo, Spider-Man lo usa para someterlo a distancia. Después de que Octavius recibe un nuevo chip inhibidor para sus tentáculos, le devuelve la nanotecnología robada a Parker, combinando el traje Mejorado en el traje Integrado. Parker luego abandonó la armadura Araña de Hierro.
- Una variación de Araña de Hierro aparece en Spider-Man: Across the Spider-Verse (2023) como miembro de la Spider-Society de Miguel O'Hara.[12]

### Videojuegos
- La versión Wii de Spider-Man: Web of Shadows también cuenta con el equipo Araña de Hierro como un traje desbloqueable.
- Marvel Ultimate Alliance cuenta con este traje como uno de los tres trajes alternativos de Peter, otros dos suplentes siendo un traje negro del simbionte Venom, versión clásica de Ben Reilly de Araña Escarlata.
- Marvel Ultimate Alliance 2 cuenta con este traje, ya que sólo traje alternativo de Peter, pero esta vez incluye los waldoes y las piezas de oro son ahora blanco. Este traje sólo puede ser desbloqueado por la elección de Pro-Registro.
- Spider-Man: Shattered Dimensions y Spider-Man: Edge of Time también cuenta con la armadura como un traje alternativo para Spider-Man 2099.
- La Araña de Hierro aparece como uno de los trajes alternativos de Spider-Man en Marvel vs Capcom 3.
- El videojuego de Marvel: Avengers Alliance presenta el disfraz de Araña de Hierro como el último disfraz de Spider-Man. Sin embargo, no cuenta con los waldoes.
- El traje de Araña de Hierro se menciona en Lego Marvel Super Heroes durante una conversación entre Spider-Man y Iron Man. Durante su infiltración en un submarino A.I.M., Iron Man dice: "Sabes, podría ponerte un traje de hierro propulsado por cohete si lo deseas". y Spider-Man responde "suena pesado".
- Araña de Hierro como Amadeus Cho aparece en Lego Marvel's Avengers.
- Mary Jane lleva la armadura en Marvel Avengers Academy.
- Araña de Hierro aparece como uno de los trajes alternativos de Spider-Man en Marvel vs. Capcom: Infinite si Spider-Man lleva el traje de Spider-Man Superior.
- Araña de Hierro aparece como uno de los trajes alternativos de Spider-Man como un bono desbloqueable y preorden en Marvel's Spider-Man, y la versión de los cómics del traje se lanzará más tarde como parte del DLC "Turf Wars".
- Los cómics y los trajes de Araña de Hierro del MCU aparecen como trajes alternativos para Peter Parker/Spider-Man en Marvel's Spider-Man 2.[13]